# De Neuf
De Neuf was een Zuid-Nederlandse adellijke familie.

## Geschiedenis
- In 1693 verleende koning Karel II van Spanje erfelijke adel ten gunste van Simon de Neuf, heer van Hoghelande, militair auditeur van de citadel van Antwerpen.

## Genealogie
- Simon de Neuf (zie hierboven)
  - Simon-Balthazar de Neuf (°1688), x Caroline le Cat (1687-1720)
    - Englebert de Neuf (1717-1769), x Hélène van Colen (1724-1765)
      - Charles de Neuf de Burght (zie hierna)

    - Balthazar de Neuf (1720-1780), x Hélène van den Cruyce (1722-1789)
      - Egide de Neuf (1756-1808), x Marie-Caroline Bertina (1765-1844)
        - Joseph de Neuf (zie hierna)

## Charles de Neuf
- Charles Pierre Joseph de Neuf de Burght (Antwerpen, 10 januari 1757 - 25 mei 1833) trouwde in 1800 met Isabelle Martini (1762-1832). Hij was schepen van Antwerpen. In 1828 werd hij, onder het Verenigd Koninkrijk der Nederlanden, erkend in de erfelijke adel. 
  - Simon de Neuf de Burght (1802-1858) was provincieraadslid en burgemeester van Kontich. Hij bleef vrijgezel.

## Joseph de Neuf
Joseph François de Neuf (Antwerpen, 25 maart 1797 - Kampenhout, 28 mei 1877) werd burgemeester van Kampenhout. Hij trouwde in 1826 in Mechelen met Reine van den Branden de Reeth (1801-1857). Het echtpaar bleef kinderloos. In 1828 werd hij, samen met zijn neef, erkend in de erfelijke adel. Met zijn dood was de familie uitgedoofd.